# Limoise
Limoise – miejscowość i gmina we Francji, w regionie Owernia-Rodan-Alpy, w departamencie Allier.

## Demografia
Według danych na rok 1990 gminę zamieszkiwało 156 osób, a gęstość zaludnienia wynosiła 12 osób/km². W styczniu 2015 r. Limoise zamieszkiwało 279 osób, przy gęstości zaludnienia wynoszącej 22,2 osób/km².